# Pallone aerostatico
Un pallone aerostatico è un aerostato non motorizzato che sta in sospensione in aria solo grazie al principio di Archimede. Si distingue dal dirigibile che è pure un aerostato ma motorizzato e in grado di essere manovrato in modo controllato attraverso l'aria. I palloni aerostatici si suddividono in palloni liberi e palloni frenati, vincolati a terra in un punto fisso.

## Tipi di pallone aerostatico
Ci sono tre principali tipi di pallone aerostatico.
- Mongolfiera, che riesce a sollevarsi da terra grazie al riscaldamento dell'aria all'interno del pallone. Essa è il tipo più comune di pallone aerostatico. "Mongolfiera" viene talvolta usato (in modo erroneo) per indicare qualsiasi pallone capace di trasportare persone[1].

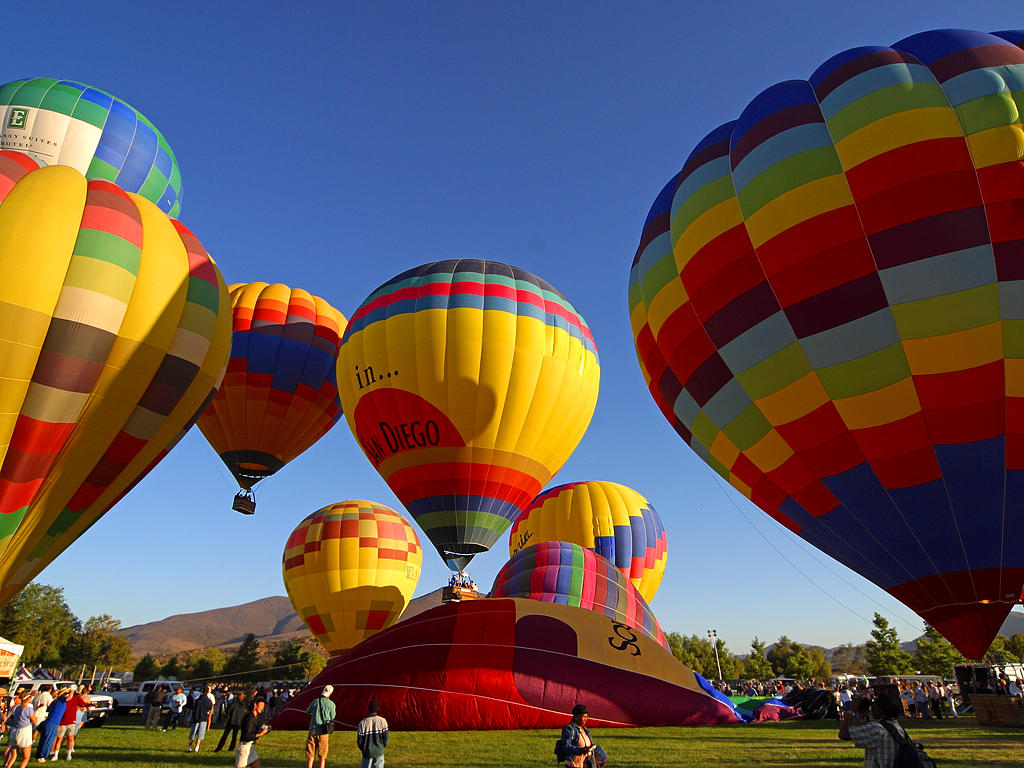
Mongolfiere a San Diego, in California

- Pallone a gas, che viene gonfiato con un gas più leggero dell'aria. La maggior parte dei palloni a gas opera con gas alla stessa pressione dell'atmosfera. Il gas deve essere inserito nel pallone molto minuziosamente perché una perdita dalla valvola potrebbe significare una catastrofe. Esiste tuttavia un tipo, chiamato pallone a superpressione, che può operare con una pressione del gas superiore a quella dell'atmosfera, con l'obiettivo di limitare la perdita di gas dovuta al riscaldamento diurno. I gas utilizzati in questo tipo di pallone sono idrogeno (assai infiammabile e utilizzato quasi esclusivamente su palloni senza equipaggio), elio, ammoniaca, gas illuminante (anch'esso assai infiammabile)[2].
- Pallone o mongolfiera di Rozière, ibrido tra i due tipi precedenti e usato soprattutto per lunghe distanze come i tentativi di circumnavigazione su pallone aerostatico; unisce i vantaggi dei gas leggeri (maggiore potenza ed autonomia di sollevamento) con quelli dell'aria riscaldata (governabilità della quota), allo scopo di ottenere le massime prestazioni[3][4].

## Storia
La storia dei palloni aerostatici parte dai primi secoli dopo Cristo, quando in Cina vennero gonfiati e fatti volare i primi palloni (detti mongolfiere di carta), ma il trasporto umano ha dovuto attendere il 4 giugno 1783, quando i fratelli Montgolfier riuscirono a far sollevare da terra il primo pallone aerostatico ad aria riscaldata, che prese il loro nome.
Subito dopo (meno di un mese), il professor Jacques Charles fece il suo primo volo utilizzando un pallone a gas, e tale tipo di pallone (dotato di migliori capacità ascensionali e maggiore autonomia) divenne piuttosto comune dal 1790 fino agli anni sessanta. Utilizzando un pallone gonfiato con idrogeno il 15 settembre 1784 l'italiano Vincenzo Lunardi compì la prima ascensione in Inghilterra.

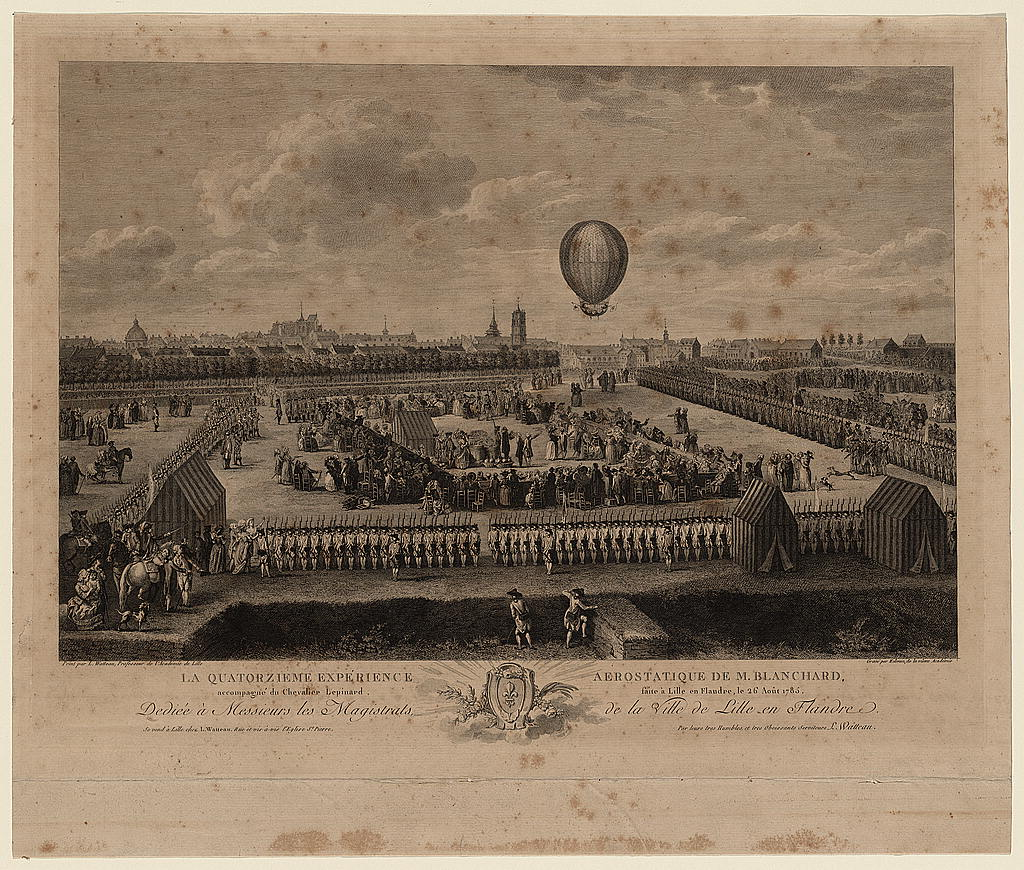
Isidore Stanislas Helman, Ascesa del balloon a Lille, incisione, 1785

Il terzo tipo di aerostato fu inventato da Jean-François Pilâtre de Rozier (da cui mongolfiera di Rozier) ed era un ibrido, venendo sollevato sia dall'aria calda che da un gas leggero. Rozier ottenne questo aggiungendo ad un pallone ad idrogeno una camera separata che poteva venir alimentata con aria calda. Nel 1785, Rozier decollò con l'obiettivo di attraversare la Manica, ma l'apparecchio esplose dopo circa mezz'ora di volo. Questo incidente fece dire, di Rozier: "Il primo uomo a volare ed il primo a morire". Soltanto nella seconda metà degli anni '80 del XVIII secolo, la mongolfiera di Rozier divenne sufficientemente sicura da essere praticamente utilizzabile.
Tra i pionieri italiani del volo aerostatico, vanno citati Francesco Zambeccari e Pasquale Andreoli, che compirono diverse ascensioni, tra il 1803 ed il 1809, con partenze da Bologna, da Forlì e da Padova.
Le attuali mongolfiere sportive sono invece state completamente riprogettate e ridisegnate, nella seconda parte degli anni cinquanta, da Ed Yost che, per primo, utilizzò nuovi materiali (tessuto di nylon) e bruciatori moderni (alimentati a propano). Questo gli consentì, nel 1960, di effettuare il primo volo che avrebbe decretato la nascita di una nuova attività sportiva.